# Тресков, Андрей Алексеевич
Андрей Алексеевич Тресков (12 (25) мая 1903 года, Ачинск — 4 декабря 1971 года, Иркутск) — советский физик, сейсмолог, доктор физико-математических наук, профессор. Известен фундаментальными исследованиями в области теоретической физики и сейсмологии. Является автором графического метода обработки сейсмограмм глубокофокусных землетрясений. Заслуженный деятель науки РСФСР (1965 год).

## Биография
Родился 25 мая 1903 года в Ачинске в семье ссыльного нотариуса из Санкт-Петербурга. Учился в гимназии в Красноярске, позже после открытия гимназии в Ачинске перевелся в неё.
В 1927 году окончил Иркутский государственный университет по специальности педагог физики. Во время обучения в вузе устроился работать на должность физика Иркутской магнитометеорологической обсерватории. После окончания вуза был назначен заведующим сейсмической станцией «Иркутск», руководил которой на протяжении 37 лет.
В 1931 году пошел работать в Иркутский горно-металлургический институт, где заведовал кафедрой физики до 1943 года. Параллельно преподавал в Иркутском государственном университет, с 1936 года заведовал кафедрой теоретической физики и механики.
С 1959 года по 1971 год работал в Институте земной коры СО АН СССР. С 1963 года являлся членом Президиума Восточно-Сибирского филиала СО АН СССР.
Область научных интересов ученого была сосредоточена вокруг вопросов сейсмологии и теоретической механики. Он являлся основателем сейсмологического направления в исследования Института земной коры СО АН СССР. Занимался исследованиями глубинных землетрясений, внутреннего строения Земли.
Вырабатывал методики интерпретации сейсмических наблюдений. Внес большой вклад в построение региональных сейсмологических и геофизических закономерностей ряда территорий СССР, привнес ряд новых методик сейсмических исследований.
В качестве руководителя групп исследовал эпицентры зон Мондинского (1950), Муйского (1957), Гоби-Алтайского (1957—1958) и Среднеприбайкальского (1959) землетрясений.
Внес большой вклад в налаживание государственной системы разветвленной сети сейсмологических станций на востоке СССР.
Является автором большого количества научных работ. Награждён орденом Трудового Красного Знамени, медалью «За доблестный труд в Великой Отечественной войне 1941—1945 гг.» (1945).
Скончался 4 декабря 1971 года в Иркутске от воспаления лёгких.

### Монографии
- Живая тектоника, вулканы и сейсмичность Станового нагорья / В. П. Солоненко, А. А. Тресков, Р. А. Курушин [и др.] ; под ред. В. П. Солоненко. — М. : Наука, 1966. — 231 с.

### Статьи
- Графический метод обработки сейсмограмм глубокофокусных (плутонических) землетрясений // Труды сейсмологического института. – Л., 1939. – № 97.
- Мондинское землетрясение 1950 г. // Бюллетень совета по сейсмологии АН СССР. – 1952. – № 2. (в соавт.)

### Об А. А. Трескове
- Андрей Алексеевич Тресков / отв. ред. В. А. Потапов, В. А. Рогожина. — Иркутск : Институт земной коры СО РАН, 2006. — 217 с. — ISBN 5-902754-15-1.
- Андрей Алексеевич Тресков: некролог // Изв. АН СССР. Физика Земли. — 1972. — № 4. — С. 118.
- Памяти Андрея Алексеевича Трескова // Байкальский рифт / отв. ред. Н. А. Флоренсов. — Новосибирск : Наука, Сиб. отделение, 1975. — С. 3—4.